# Marâtre et parâtre
Pour les articles homonymes, voir Belle-mère et Beau-père.
La marâtre ou belle-mère d'une personne est la conjointe de son père quand celle-ci n’est pas sa mère. De même, le parâtre ou beau-père d'une personne est le conjoint de sa mère quand celui-ci n’est pas son père. Bien que neutres au départ, les termes « marâtre » et « parâtre » ont pris une connotation péjorative (entre autres à cause de leur utilisation dans les contes de fées, où ce personnage est souvent maléfique), et on leur préfère donc les termes de « beau-père » et « belle-mère », ce qui ne permet pas cependant la distinction avec les parents du conjoint d’une personne, également appelés ainsi. Marâtre est même devenu synonyme de « mauvaise mère » y compris pour la mère biologique.

## Étymologie
« Marâtre » vient de l’ancien français marastre (belle-mère) issu du bas latin matrastra (seconde femme du père). Les belles-mères n’étant pas toujours tendres envers les enfants d’un premier mariage comme en témoigne le vers français médiéval De mauvaise marastre est l'amour moult petite, le terme « marâtre » est devenu synonyme de « mauvaise belle-mère ». Marâtre est également devenu synonyme de « mauvaise mère » pour désigner le cas échéant la mère biologique. Le droit civil moderne préfère les termes de « belle-mère » et « beau-père », moins péjorativement connotés, pour désigner les « parents par alliance » ou « alliés ».

## Histoire
Les marâtres et belle-mères étaient autrefois essentiellement issues du veuvage, depuis quelques décennies, elles sont surtout l'un des membres d'une coparentalité dans la famille recomposée.

## Statistiques
En 2019 en France, l'Insee compte environ 800 000 beaux-parents vivant avec des enfants de leur conjoint ou conjointe, et 27 % de ces beaux-parents sont des belles-mères.
Mais si l'on tient compte des autres configurations de foyers recomposés, ce chiffre sous-estime le nombre de belles-mères. L’Insee ne comptabilise pas le nombre de familles composées d’une belle-mère sans enfant, vivant avec les enfants de son conjoint une petite partie du temps.

## Sociologie
Les statistiques de la justice aux affaires familiales montrent qu'après une séparation, la femme attend plus longtemps que l'homme pour reformer un couple, et que si elle a des enfants, ils vivront plus souvent majoritairement chez elle après la séparation (¾ des cas en France).
Alors que la recomposition familiale s'est banalisée, le rôle, le vécu et l'image du beau-parent dans son foyer et dans la société conserve une spécificité qui, selon Justine Vincent (2023) doit interroger les politiques familiales et, au-delà, la réflexion féministe ; 

cette spécificité n'a plus les mêmes causes : autrefois, c'était à la suite de la mort d’un des parents d’origine que la personne veuve pouvait remplacer le membre défunt du couple par une autre personne. Dans la famille recomposée, le beau-père ou la belle-mère ne remplacent pas un(e) défunt(e) mais s'ajoute en tierce personne aux parents géniteurs des enfants, s'inscrivant (ou non) dans un processus de coparentalité. Le beau-parent n'a pas la légitimité du "vrai"  parent, et pour l'enfant ou d'autres personnes, il peut, plus encore qu'autrefois, donner l'impression d'usurper la place du parent absent du foyer. Face à sa belle-mère, l'enfant peut se sentir en conflit de loyauté vis-à-vis de sa mère. Le cas de la mère est particulier, car son rôle auprès des enfants est socialement jugé plus important que celui du père ; elle peut ne pas apprécier qu'une autre femme s'occupe de ce qui semble relever de ses prérogatives.

### Stéréotypes sociaux et statut juridique de la belle-mère
Alors que les stéréotypes négatifs et souvent sexistes de la belle-mère persistent en France, il y a eu quelques tentatives de donner un statut juridique au beau-parent, mais sans suites.
Selon Justine Vincent : « la belle mère se heurte en miroir à la stabilité et à la centralité attribuées au rôle maternel. En bref, être belle-mère dans une famille recomposée semble bien plus difficile qu’être beau-père », et des enjeux de ressources socioéconomiques, psychologiques, culturelles et en temps disponible, ainsi que de position sociale joueront aussi un rôle. Elle est souvent confrontée à des injonctions paradoxales : elle devrait prendre soin des enfants et se montrer maternantes… mais dans le même temps, il lui est interdit de « prendre » de rôle de la mère.
Selon les cas, et en fonction des réactions des enfants, le nouveau couple ou la famille, souvent au cours de négociations successives, décidera que le beau-parent aura (ou non) une fonction éducative dans la famille recomposée, mais la belle-mère aura généralement peu de "rétribution affective et symbolique" pour son rôle auprès des enfants d'une autre, et subira le fait que le père (en raison de modalités de garde souvent restreintes pour lui) sera tenté de se présenter de manière plus positive et ludique lors du temps partagé avec ses enfants, attitude souvent perçue comme éducativement « laxiste » par leur conjointe.

## Dans les contes

### La marâtre dans les contes

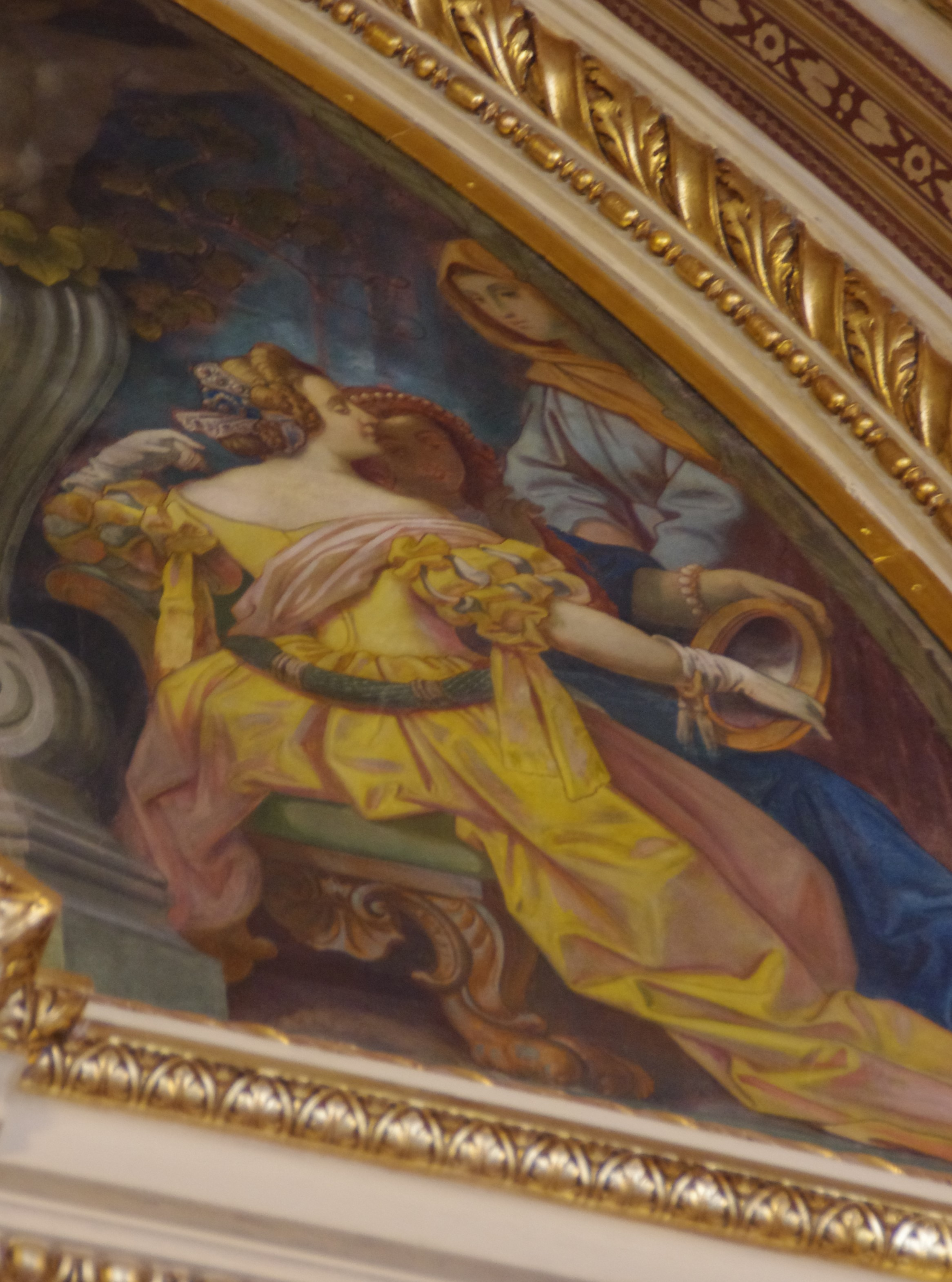
La belle-mère de Cendrillon par Moritz von Schwind (Opéra de Vienne) illustre ici l'œuvre de Rossini.

Dans les contes, la marâtre est en général présentée comme une mauvaise belle-mère, voire une méchante belle-mère comme dans Blanche-Neige ou Cendrillon et encore dans Les Malheurs de Sophie. Par extension et par la signification péjorative du suffixe français -âtre (comme dans noirâtre), marâtre est devenu synonyme de « mauvaise mère », y compris pour désigner la mère biologique.
Avant qu'elle ne devienne un personnage emblématique des contes de fées, tout en noirceur, l'équivalent de la sorcière, voire de l'ogre ou du diable, on trouve la marâtre, au XVIe siècle, dans certains contes merveilleux de Straparola (par exemple dans Blanchebelle et le Serpent ou Lancelot, roi de Provins) puis, dans la première moitié du siècle suivant, dans ceux de Basile (par exemple dans Nennillo et Nennella, dont l'introduction constitue une mise en garde contre les belles-mères).

### Le parâtre dans les contes
Dans les contes, il est rare de trouver (autrefois et aujourd'hui) un parâtre (méchant beau-père), mais il en existe pourtant un, même plusieurs.
Comme par exemple en 2018, R.J.P. Toreille, auteur du conte de fée Éléonore, publié à Le Lys Bleu Édition met en scène un méchant qui est un parâtre.

## Pour approfondir

#### Essais
- Catherine Audibert, Le Complexe de la marâtre : Être belle-mère dans une famille recomposée, Paris, Payot, 2004, 170 p. (ISBN 978-2-228-89902-4, BNF 39232600)
- Michel Moral et Marie-Luce Iovane-Chesneau, Belle-mère ou marâtre : Quels rôles pour la femme du père ?, Paris, L'Archipel, coll. « Archipsy », 2008, 229 p. (ISBN 978-2-8098-0025-8, BNF 41240635)
- Dominique Devedeux, Au secours, je suis une marâtre !, Paris, Michalon, 2010, 156 p. (ISBN 978-2-84186-534-5, BNF 42199501)

#### Fiction
- (es) Mario Vargas Llosa, Elogio de la madrastra, Buenos Aires, Emecé, coll. « Grandes novelistas », 1988, 201 p. (ISBN 978-950-04-0790-8, BNF 35031227)
Mario Vargas Llosa (trad. Albert Bensoussan), Éloge de la marâtre [« Elogio de la madrastra »], Paris, Gallimard, 1990, 200 p. (ISBN 978-2-07-071808-5, BNF 35074394)